# Lucas Besozzi
Lucas Agustín Besozzi (Lanús, Argentina; 22 de enero de 2003) es un futbolista argentino. Juega como extremo y su actual equipo es el Tigre de la Liga Profesional de Fútbol.

## Estadísticas

### Clubes
Actualizado al último partido disputado el 2 de abril de 2024.
| Club                            | Div.          | Temporada     | Liga  | Liga  | Liga   | Copas nacionales | Copas nacionales | Copas nacionales | Copas internacionales | Copas internacionales | Copas internacionales | Total | Total | Total  |
| Club                            | Div.          | Temporada     | Part. | Goles | Asist. | Part.            | Goles            | Asist.           | Part.                 | Goles                 | Asist.                | Part. | Goles | Asist. |
| ------------------------------- | ------------- | ------------- | ----- | ----- | ------ | ---------------- | ---------------- | ---------------- | --------------------- | --------------------- | --------------------- | ----- | ----- | ------ |
| C. A. Lanús Argentina           | 1.ª           | 2020          | —     | —     | —      | 4                | 0                | 0                | 1                     | 0                     | 0                     | 5     | 0     | 0      |
| C. A. Lanús Argentina           | 1.ª           | 2021          | 1     | 0     | 0      | —                | —                | —                | 3                     | 0                     | 0                     | 4     | 0     | 0      |
| C. A. Lanús Argentina           | Total club    | Total club    | 1     | 0     | 0      | 4                | 0                | 0                | 4                     | 0                     | 0                     | 9     | 0     | 0      |
| C. A. Central Córdoba Argentina | 1.ª           | 2022          | 15    | 0     | 1      | 1                | 0                | 0                | —                     | —                     | —                     | 16    | 0     | 1      |
| C. A. Central Córdoba Argentina | 1.ª           | 2023          | 24    | 3     | 2      | 1                | 0                | 1                | —                     | —                     | —                     | 25    | 3     | 3      |
| C. A. Central Córdoba Argentina | Total club    | Total club    | 39    | 3     | 3      | 2                | 0                | 1                | 0                     | 0                     | 0                     | 41    | 3     | 4      |
| Grêmio · Brasil                 | 1.ª           | 2023          | 12    | 1     | 1      | 1                | 0                | 0                | —                     | —                     | —                     | 13    | 1     | 1      |
| Grêmio · Brasil                 | 1.ª           | 2024          | -     | -     | -      | 6                | 0                | 0                | 1                     | 0                     | 0                     | 7     | 0     | 0      |
| Grêmio · Brasil                 | Total club    | Total club    | 12    | 1     | 1      | 7                | 0                | 0                | 1                     | 0                     | 0                     | 20    | 1     | 1      |
| Total carrera                   | Total carrera | Total carrera | 52    | 4     | 4      | 13               | 0                | 1                | 5                     | 0                     | 0                     | 70    | 4     | 5      |